# John Munro (Politiker)
John Carr Munro PC (* 16. März 1931 in Hamilton, Ontario; † 19. August 2003) war ein kanadischer Jurist und Politiker der Liberalen Partei Kanadas, der 22 Jahre Abgeordneter des Unterhauses sowie mehrmals Minister war.

## Leben

### Anwalt, Kommunalpolitiker und Abgeordneter
Nach dem Schulbesuch absolvierte Munro ein Studium, das er mit einem Bachelor of Arts (B.A.) abschloss. Ein weiteres Studium der Rechtswissenschaften schloss er mit einem Bachelor of Laws (LL.B.) ab und war danach als Rechtsanwalt, Solicitor und Barrister tätig.
1955 begann er seine politische Laufbahn in der Kommunalpolitik, als er bis 1962 zum Beigeordneten (Alderman) von Hamilton gewählt wurde. Bei der Unterhauswahl vom 10. Juni 1957 bewarb sich Munro als Kandidat der Liberalen Partei im Wahlkreis Hamilton West erstmals für ein Mandat im Unterhaus, erlitt dabei allerdings eine Niederlage. Bei der darauf folgenden Wahl am 18. Juni 1962 wurde er zum Abgeordneten in das Unterhaus gewählt und vertrat in diesem bis zu seinem Mandatsverzicht am 30. Juni 1984 den Wahlkreis Hamilton East.
Im Mai 1963 übernahm er sein erstes Regierungsamt als Parlamentarischer Sekretär beim Minister für Staatsbürgerschaft und Einwanderung und war danach von März 1964 bis Juli 1965 Parlamentarischer Sekretär beim Minister für nationale Gesundheit und Wohlfahrt sowie zwischen Juli und September 1965 Parlamentarischer Sekretär beim Minister für Handel und Gewerbe. Nachdem er von Januar bis September 1966 erneut Parlamentarischer Sekretär beim Minister für Staatsbürgerschaft und Einwanderung war, fungierte er zwischen Oktober 1966 und April 1968 als Parlamentarischer Sekretär beim Minister für Arbeitskräfte und Einwanderung.

### Minister und erfolglose Kandidatur für den Parteivorsitz
Am 20. April 1968 wurde Munro von Premierminister Pierre Trudeau als Minister ohne Geschäftsbereich erstmals in das 20. kanadische Kabinett berufen und war nach einer Regierungsumbildung wenige Monate später vom 6. Juli 1968 bis zum 26. November 1972 sowohl Minister für nationale Gesundheit als auch Minister für Amateursport. Nach einer weiteren Kabinettsumbildung wurde er am 27. November 1972 Arbeitsminister und trat von diesem Minister am 8. September 1978 aus persönlichen Gründen zurück, nachdem es zwischen ihm und Trudeau zu Meinungsverschiedenheiten über die Verhaltensregeln von Ministern gekommen war.
Trotz der vergangenen Meinungsverschiedenheiten berief ihn Trudeau nach dem erneuten Wahlerfolg der Liberalen Partei bei der Unterhauswahl vom 18. Februar 1980 am 3. März 1980 auch in die 22. Regierung Kanadas, in der er bis zum Ende von Trudeaus Amtszeit am 29. Juni 1984 das Amt des Ministers für Indianerangelegenheiten und nördliche Entwicklung innehatte. Zugleich war er zwischen Februar 1981 und 1984 im Kabinett auch zuständiger Regionalminister für die Nordwest-Territorien und das Yukon-Territorium.
Nach dem Rücktritt Trudeaus als Vorsitzender der Liberalen Partei gehörte Munro auf dem Parteitag am 16. Juni 1984 zum Kreis der Nachfolgerkandidaten, erreichte im ersten Wahlgang mit 93 Delegiertenstimmen jedoch nur den sechsten Platz unter den sieben Kandidaten. Im zweiten Wahlgang setzte sich daraufhin John Turner mit 1862 Delegiertenstimmen (54 Prozent) deutlich gegen die beiden verbliebenen Mitbewerber Jean Chrétien (1398 Stimmen und 40 Prozent) sowie Don Johnston (192 Stimmen und 6 Prozent) durch.
Am 30. Juni 1984 legte er sein Unterhausmandat nieder, nachdem er zum Mitglied der Verkehrskommission (Canadian Transport Commission) ernannt wurde. Bei der Wahl vom 21. November 1988 kandidierte er schließlich im Wahlkreis Lincoln noch einmal für einen Sitz im Unterhaus, scheiterte jedoch dabei.
Ihm zu Ehren wurde der John C. Munro Hamilton International Airport benannt.